# Album Title Goes Here
Album Title Goes Here è il sesto album in studio realizzato dal disc jockey e produttore discografico canadese deadmau5.

## Descrizione
La traccia Maths doveva originariamente uscire come traccia finale di 4x4=12. La traccia Professional Griefers era originariamente chiamata Deer Bus e poi Expert Griefers. L'intro della traccia Closer riprende la melodia usata nel film Incontri Ravvicinati del Terzo Tipo, nella scena in cui gli umani tentano per la prima volta di comunicare con gli extraterrestri. La traccia October prende il nome dal decimo mese dell'anno, ed è anche la decima traccia dell'album. L'album ha ricevuto una nomination alla Grammy Awards per Miglior Album Dance/Elettronico; mentre ai Juno Awards ha ricevuto una nomination per Registrazione Dance dell'Anno. L'album si è posizionato #1 nella classifica degli Album Dance/Elettronici di Billboard.
Nel novembre 2023, dopo che Zimmerman ha acquisito pienamente i diritti dell'album, lo fa stampare per la prima volta nel formato vinile.

## Tracce
Musiche di Joel Zimmerman, eccetto dove indicato.
1. Superliminal
2. Channel 42 (con Wolfgang Gartner) (Musica: Joel Zimmerman, Joseph Youngman)
3. The Veldt (con Chris James) [8 Minute Edit] (Testo: Chris James)
4. Fn Pig
5. Professional Griefers (con Gerard Way) (Testo: Gerard Way)
6. Maths
7. There Might Be Coffee
8. Take Care of the Proper Paperwork
9. Closer
10. October
11. Sleepless
12. Failbait (con Cypress Hill) (Testo: Louis Freese, Senen Reyes)
13. Telemiscommunications (con Imogen Heap) (Testo: Imogen Heap)

### iTunes Bonus Tracks
1. Strobe (Live)
2. The Veldt (con Chris James) (Tommy Trash Remix)
3. Professional Griefers (con Gerard Way) (Radio Edit)
4. The Veldt (con Chris James) (Music Video)
5. Professional Griefers (con Gerard Way) (Music Video)

### CD> extra <
1. Professional Griefers (Instrumental)
2. Professional Griefers (con Gerard Way) (Radio Edit)
3. The Veldt (con Chris James) (Tommy Trash Remix)
4. The Veldt (con Chris James) (Freeform Five Remix)
5. Strobe (Live)

### Spotify Bonus Track
1. Creep

## Classifiche
| Classifica (2010) | Posizione massima |
| ----------------- | ----------------- |
| Canada            | 2                 |
| Australia         | 11                |
| Irlanda           | 6                 |
| Paesi Bassi       | 16                |
| Nuova Zelanda     | 17                |
| Svizzera          | 18                |
| Regno Unito       | 9                 |
| Stati Uniti       | 1                 |